# Jüdischer Friedhof (Barth)
Der Jüdische Friedhof Barth ist ein jüdischer Friedhof in Barth im Landkreis Vorpommern-Rügen in Mecklenburg-Vorpommern. 

## Beschreibung
Der Friedhof befindet sich als Bestandteil des städtischen Friedhofes nordöstlich des Barther Bahnhofes zwischen der L 21 und der August-Bebel-Straße. Die Stadt erwarb im 19. Jahrhundert diese Fläche von der Barther Kirchgemeinde. Sie sollte als Armenfriedhof dienen. Hauptsächlich sollten dort nichtchristliche Bürger bestattet werden. Insofern wurde im Volksmund dieser Platz „Judenfriedhof“ genannt.

## Geschichte
Der Friedhof stammt aus der Zeit vor 1835 lt. preußischem Urmesstischblatt (PUM). Danach wurde er gegenüber dem christlichen Friedhof angelegt, hatte aber schon eine eigene Kapelle. Es war also von Anfang an kein ausgesprochener jüdischer Friedhof und als solcher auch nicht in den zeitgenössischen Kartenwerken bezeichnet. Bereits bis 1880 lt. Messtischblatt (MTB) vergrößerte sich der Friedhof beträchtlich. Der gegenüber liegende christliche Friedhof an der St. Jürgen (Georg) Kapelle war aufgegeben und bereits teilweise überbaut worden, sodass alle Begräbnisse auf dem jetzt städtischen Friedhof erfolgten. Damit wurde dieser zu einem Mischfriedhof, denn es ist nicht überliefert, dass die jüdischen Bürger gesondert beigesetzt wurden.
Anscheinend war durch diese Mischbelegung des Friedhofes eine Schändung der Anlage während der NS-Zeit nicht erfolgt, bzw. wurde nichts darüber berichtet.
Auf dem städtischen Areal des Barther Friedhofes befinden sich heute mehrere Gedenksteine, vor allem in Erinnerung an die vielen Opfer des Nationalsozialismus. Hier befinden sich unzählige Gräber von KZ-Häftlingen, Kriegsgefangenen und Zwangsarbeitern. Bis in die 1950er Jahre müssen die Gräber noch einzeln gekennzeichnet gewesen sein. Ein heute vorhandener Gedenkstein erinnert an eine Begräbnisstätte von 114 sowjetischen Kindern von Zwangsarbeiterinnen, die hier während der Kriegsjahre verstarben. Ein weiterer Stein trägt die Namen von acht polnischen Männern, ein nächster gedenkt dem Tod italienischer Zwangsarbeiter. Ein anderer Findling kennzeichnet eine Ruhestätte von 180 Flüchtlingen und Umsiedlern. In dieser Reihe befindet sich auch ein Stein mit eingearbeitetem Davidsstern, der an die hier begrabenen jüdischen Barther Bürger erinnert.